# Gnesener Bronzetür

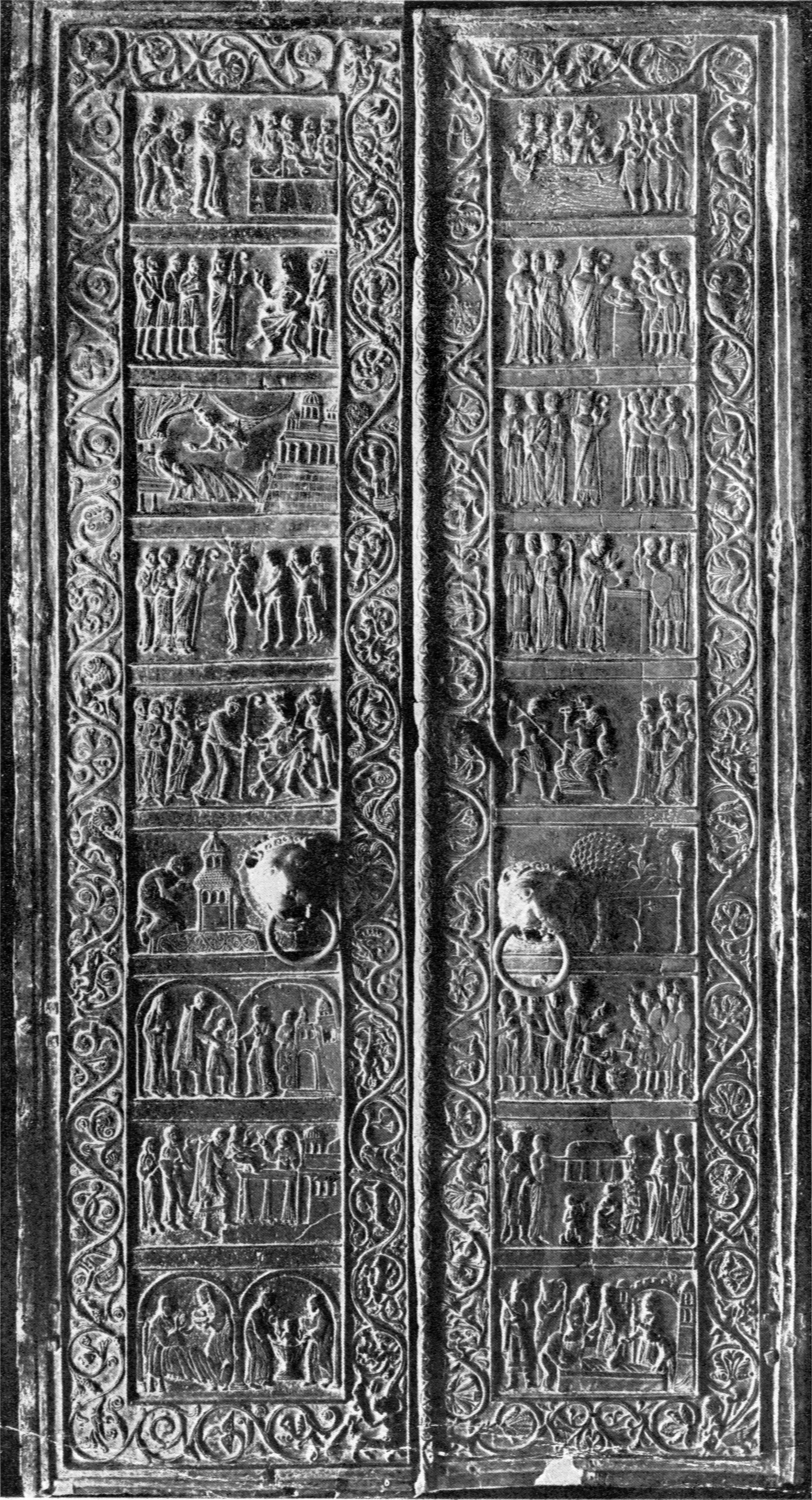
Gesamtansicht der Gnesener Bronzetür

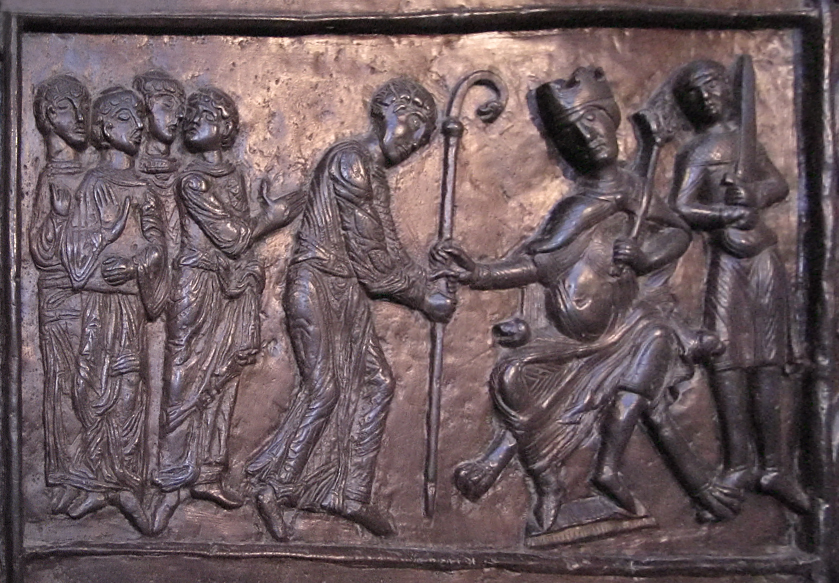
Investitur Wojciechs in Verona

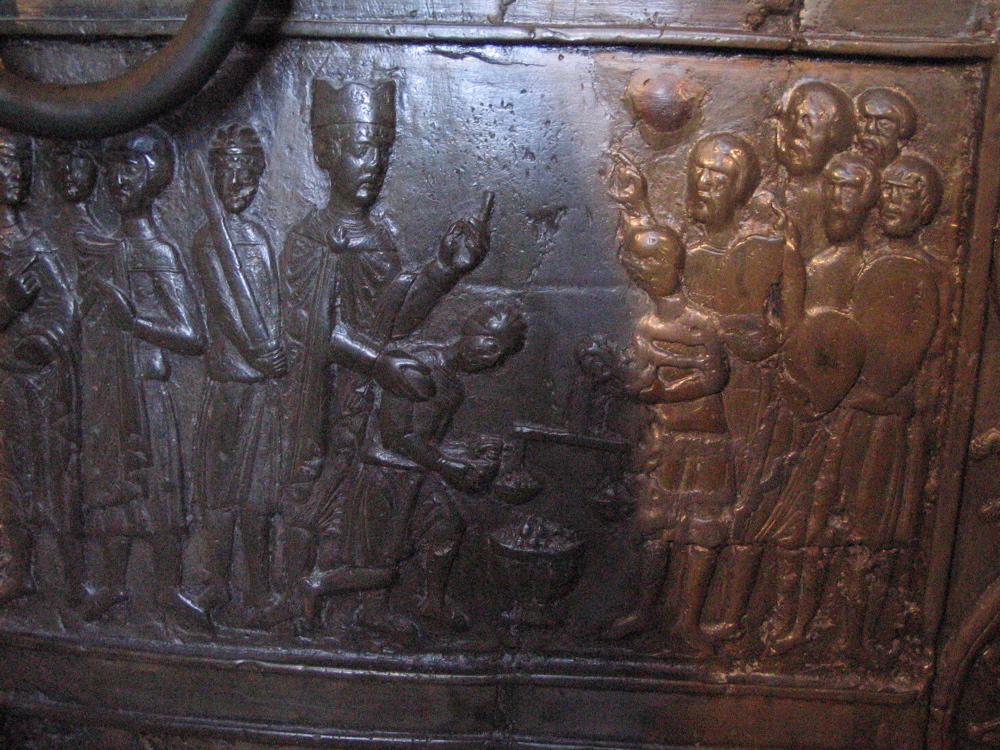
Bolesław I. Chobry kauft den Preußen die sterblichen Überreste Wojciechs ab

Die Gnesener Bronzetür ist eine romanische Tür im Südportal der Kathedrale von Gniezno (Gnesen). Sie stammt aus der Zeit zwischen 1160 und 1180. Die zweiflügelige Tür (Porta Enea, Porta Regia) stellt in 18 Reliefs das Martyrium Wojciechs (Adalbart) dar, des ersten Heiligen Polens.

## Beschreibung
Der linke Flügel besteht aus einem einzigen bronzenen Rotgussteil und misst 328 × 84 × 1,5 Zentimeter. Der rechte Flügel ist von fast gleichem Ausmaß, wurde aber in 24 Einzelteilen gegossen und erst anschließend zusammengefügt. Die Gussformen sind nicht erhalten. Nach Einbau diente die Tür fast ausschließlich Schauzwecken. Sie wurde lediglich bei Krönungen und hohen kirchlichen Feiertagen geöffnet.
Die 18 Bilder folgen thematisch den Legenden über das Leben Adalberts, besonders der Vita des Johannes Canaparius. Sie sind gleichmäßig auf beide Türflügel verteilt. Der Zyklus beginnt links unten und verläuft auf dem linken Flügel von unten nach oben, auf dem rechten umgekehrt von oben nach unten. Der Zyklus ist in Dreiergruppen unterteilt.
Die ersten drei Bilder der linken Seite stellen Adalberts Jugend dar: Seine Geburt (I.), die Heilung des kranken Knaben auf dem Altar der Kirche in Libice (Libitz) (II.) und die Ankunft in der Domschule in Magdeburg (III.). Es folgen drei Szenen aus seinem Wirken als Bischof von Prag: Ein Gebet am Grab der Märtyrer (IV.), Investitur durch Otto II. in Verona (V.) und die Heilung eines Besessenen (VI.). Die obersten drei Bilder der linken Seite zeigen Adalberts Abwendung von der Welt: Einen Traum, in dem Christus dem Bischof erscheint (VII.), Befreiung von Christensklaven (VIII.) und eine Wunderszene im römischen Kloster auf dem Aventin (IX.).
Die rechte Seite beginnt oben mit Adalberts Tätigkeit als Missionar. Nach der Landung seines Schiffes in Preußen (X.) zeigt die Tür den Bischof, wie er Heiden tauft (XI.) und vor den feindlichen Preußen predigt (XII.). In der Mitte findet sich sein Tod: Die letzte Messe (XIII.), der Märtyrertod (XIV.) und der aufgebahrte Leichnam mit dem auf einem Pfahl aufgespießten Kopf Adalberts (XV.). Die drei letzten Szenen beschreiben den Beginn seines Heiligenkultes. Herzog Boleslaw kauft den Leichnam des Missionars frei (XVI.), der Leib wird feierlich nach Gnesen überführt (XVII.) und in der dortigen Kathedrale beigesetzt (XVIII.).

## Herkunft
Auftraggeber des Werkes war ein Erzbischof von Gnesen, Zdzisław I. (vor 1177–1180) oder Bogumił von Gnesen († 1092) (nach 1180 bis vor 1191). Die Tür soll von Künstlern aus dem Gebiet der Maas geschaffen und in Gniezno selbst gegossen worden sein. Es gibt aber auch Vermutungen, dass ein Zusammenhang mit dem Hildesheimer Dom bestehe; denn die Szenen der Bernwardstür im Hildesheimer Dom haben eine vergleichbare, auf mittelalterlichen Bildertüren seltene Anordnung. Allerdings verläuft die Bilderfolge in Hildesheim umgekehrt: auf der linken Seite abwärts und auf der rechten aufwärts. Auch eine gemeinsame Vorlage beider Kunstwerke wird für möglich gehalten.